# Fusa

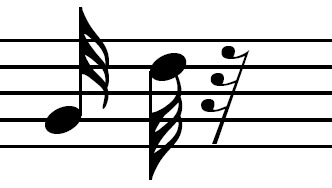
Figura 1. Dos fusas y un silencio de fusa.

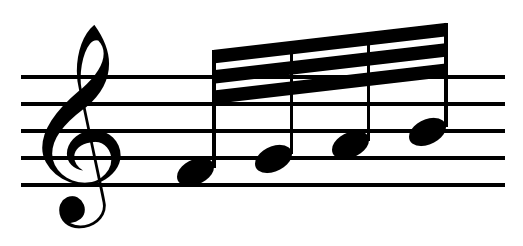
Figura 2. Cuatro fusas unidas.

La fusa es una figura musical que equivale a 1/32 del valor de la figura redonda. El hecho de que sea una figura corta no implica una velocidad determinada, ya que la velocidad depende del tempo de la obra.

## Representación gráfica
Las figuras de fusas se representan con una cabeza de nota ovalada coloreada en negro, con una plica vertical con tres corchetes, que tienen forma de ganchos o rabillos (ver Figura 1).
La dirección de la plica depende de la posición de la nota. Al igual que sucede con todas las figuras que llevan plicas, se dibujan con la plica a la derecha de la cabeza de la nota y hacia arriba, cuando el sonido representado está por debajo de la tercera línea del pentagrama. Mientras que, cuando la nota está en dicha línea media o por encima de esta, se dibujan con la plica a la izquierda de la cabeza de la nota y hacia abajo. No obstante, esta regla no es absoluta ya que puede variar cuando es necesario ligar varias notas o cuando se representa más de una voz. De hecho en las obras polifónicas la orientación de las plicas ayuda a distinguir las diferentes voces.
Los corchetes siempre deben ir del lado derecho de la plica, curvos hacia la derecha. Cuando la plica apunta hacia arriba, el corchete comienza en la punta superior y se curva hacia abajo; cuando la plica apunta hacia abajo, el corchete comienza desde la punta inferior y se curva hacia arriba.
Cuando varias fusas (igual ocurre con las corcheas, semicorcheas, semifusas) están cerca una de la otra y se encuentran dentro de la misma unidad de pulso, sus tres corchetes se unen convirtiéndose en tres barras gruesas más o menos horizontales según la dirección general de las notas a unir (ver Figura 2). En la música vocal y coral a menudo se le asigna una sílaba diferente a cada nota y cuando una sola sílaba es asignada a varias notas se suelen dibujar enlazadas.

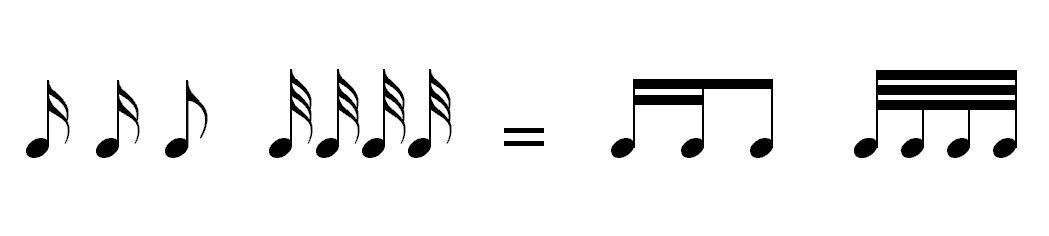
Figura 3. Ejemplos de varias figuras sueltas y enlazadas.

El silencio de fusa es su silencio equivalente. La fusa, como todas las figuras musicales, tiene un silencio de su mismo valor y supone que durante ese tiempo no se emite sonido alguno.

## Duración y equivalencias
En un compás de subdivisión binaria (2
4; 3
4; 4
4; etc.) la fusa dura una octava parte de un tiempo. Por lo tanto, en un compás de 4
4 esta figura ocupa la treintaidosava parte de un compás. 
Si se le añade un puntillo, la duración total resultante es su valor habitual más la mitad de tal valor. Así por ejemplo si su duración son 2 semifusas, con el puntillo pasaría a durar 3 (2 + 1).
La figura de fusa equivale a la treintaidosava parte de una redonda, a la dieciseisava parte de una blanca, a la octava parte de una negra, a la cuarta de una corchea, a la mitad de una semicorchea o bien a 2 semifusas. Por encima de la redonda hay algunas figuras de mayor duración pero han caído en desuso en la notación musical actual. Son: la cuadrada que equivale a ocho negras, la longa que equivale a 16 negras y la maxima que equivale a 32 negras. Por debajo de la semifusa también existen otras figuras de menor duración que tampoco se utilizan hoy en día. Son: la garrapatea que equivale a 1/128 de la redonda y la semigarrapatea que equivale a 1/256 de la redonda, esto es, 1/64 pulsos de negra.
En Unicode el símbolo de fusa es U+1D162.

## Etimología
Los nombres que se le dan a esta figura y a su silencio en diferentes lenguas varían enormemente:
| Idioma           | Nombre de la nota      | Nombre del silencio     |
| ---------------- | ---------------------- | ----------------------- |
| Alemán           | Zweiunddreißigstelnote | Zweiunddreißigstelpause |
| Español          | fusa                   | silencio de fusa        |
| Francés          | triple-croche          | huitième de soupir      |
| Neerlandés       | tweeëndertigste noot   | tweeëndertigste rust    |
| Inglés americano | thirty-second note     | thirty-second rest      |
| Inglés británico | demisemiquaver         | demisemiquaver rest     |
| Italiano         | biscroma               | pausa di biscroma       |
| Portugués        | fusa                   | pausa de fusa           |
| Ruso             | тридцать вторая нота   | тридцать вторая пауза   |

Las acepciones española y portuguesa de fusa provienen de la denominación que tenía la figura de corchea en la notación mensural. La palabra fusa deriva del italiano y significa «ronroneo».
En algunas lenguas como el francés o el inglés británico se opta elegir los términos con los que designan a la corchea, añadiéndoles los prefijos pertinentes para el nuevo concepto. Así pues, el nombre francés actual triple-croche añade triple porque alude al triple gancho de la grafía de la nota. El término francés para corchea croche quiere decir «gancho». 
Por su parte, la palabra que emplean en el Reino Unido y Canadá demisemiquaver añadiendo el prefijo «demisemi» para hacer referencia a que esta figura posee la mitad de la mitad de la duración que la corchea. El término británico para corchea quaver quiere decir «sonido trémulo».
En Estados Unidos la figura se denomina thirty-second note que significa «treintaidosavo de nota» en relación con el valor de la redonda, llamada «nota completa» en esta nomenclatura. Los términos americanos son calcos semánticos de los términos alemanes, ya que cuando las orquestas estadounidenses se establecieron por primera vez en el siglo XIX fueron pobladas en gran medida por emigrantes alemanes.